# Mykola Mykhaylovych Fedoronchuk
Mykola Mykhaylovych Fedoronchuk (translitera del ucraniano: Микола Михайлович Федорончук ) (n. 1948) es un botánico ucraniano.
- La abreviatura «Fedor.» se emplea para indicar a Mykola Mykhaylovych Fedoronchuk como autoridad en la descripción y clasificación científica de los vegetales.[1]